# Noordelijk kampioenschap hockey heren 1937/38
Het Noordelijk kampioenschap hockey heren 1937/38 was de 10e editie van deze Nederlandse veldhockeycompetitie. 
Groningen werd wederom kampioen van het noorden. De overmacht was nog groter dan het vorige seizoen en met een straatlengte voorsprong werd het kampioenschap binnengehaald. Het pas gepromoveerde HVA eindigde verrassend op de tweede plaats.  

## Promotie en degradatie
Groningen II eindigde op de laatste plaats in de noordelijke promotieklasse en dolf het onderspit in de promotie/degradatie wedstrijden. Het behaalde geen enkel punt tegen Dash uit Hoogezand, kampioen van de tweede klasse A en MHV uit Meppel, kampioen van de tweede klasse B. De Meppelers promoveerden uiteindelijk na hun derde kampioenschap in successie.  In de derde klasse werd het pas opgerichte en in de noordelijke competitie debuterende HSF kampioen.

## Eindstand
| pos | club         | gs | w  | g | v | pnt | dv | dt | ds  |
| --- | ------------ | -- | -- | - | - | --- | -- | -- | --- |
| 1.  | Groningen    | 12 | 11 | 0 | 1 | 22  | 37 | 6  | +31 |
| 2.  | HVA          | 12 | 5  | 2 | 5 | 12  | 19 | 23 | -4  |
| 3.  | GHBS         | 12 | 5  | 1 | 6 | 11  | 16 | 20 | -4  |
| 4.  | Rap.         | 12 | 5  | 1 | 6 | 11  | 11 | 24 | -13 |
| 5.  | HCW          | 12 | 4  | 2 | 6 | 10  | 14 | 21 | -7  |
| 6.  | LHC          | 12 | 5  | 1 | 6 | 11  | 23 | 23 | 0   |
| 7.  | Groningen II | 12 | 3  | 1 | 8 | 7   | 21 | 24 | -3  |

1928/29 · 1929/30 · 1930/31 · 1931/32 · 1932/33 · 1933/34 · 1934/35 · 1935/36 · 1936/37 · 1937/38 · 1938/39 · 1939/40 · 1940/41 · 1941/42 · 1942/43 · 1943/44 · 1944/45 · 1945/46 · 1946/47 · 1947/48 · 1948/49 · 1949/50 · 1950/51 · 1951/52 · 1952/53 · 1953/54 · 1954/55 · 1955/56 · 1956/57 · 1957/58 · 1958/59 · 1959/60 · 1960/61 · 1961/62 · 1962/63 · 1963/64 · 1964/65 · 1965/66 · 1966/67 · 1967/68 · 1968/69 · 1969/70 · 1970/71 · 1971/72 · 1972/73